# Bigg's

Logo de Bigg's

Remke Markets Bigg's est une chaîne d’hypermarchés américaine basée à Cincinnati dans l’Ohio.
Elle a été créée de 1984 à 1994 par un groupe d’associés français  qui souhaitaient faire découvrir l’hypermarché au monde américain, notamment le Groupe Weil (31 %), Lazard (31 %), Euromarché (20 %), le Crédit agricole (10 %), autres (8 % dont 5 % pour Supervalue et 3 % pour actionnaires privés) . 
C'est Jacques Le Foll, aujourd'hui président de Speedy, qui a piloté ce lancement aux États-Unis.